# Малацки (авіабаза)
Авіабаза Малацки (ICAO: LZMC) — військово-повітряна база, що розташована поблизу міста Малацки, Братиславський край, Словаччина.